# Луганський Сергій Данилович
Луга́нський Сергі́й Дани́лович (рос. Луганский Сергей Данилович; 1 жовтня 1918 — 16 січня 1977) — радянський військовий льотчик-винищувач часів Другої світової війни, генерал-майор авіації (1957). Двічі Герой Радянського Союзу (1943, 1944).

## Біографія
Народився 1 жовтня 1918 року в місті Вірний (нині — Алмати, Республіка Казахстан) в селянській родині. Росіянин. Після закінчення неповної середньої школи у 1936 році працював садівником.
У 1936 році призваний до лав РСЧА й направлений до 3-ї Оренбурзької військової авіаційної школи льотчиків, яку закінчив у 1938 році. Отримав призначення у 14-у авіаційну бригаду, дислоковану в Пскові. Був пілотом, командиром ланки.
Учасник радянсько-фінської війни взимку 1939—1940 років. У складі 49-го винищувального авіаційного полку здійснив 59 бойових вильотів, збив 1 фінський біплан «Глостер Гладіатор» і, помилково, радянський легкий бомбардувальник-розвідник Р-5. Нагороджений орденом Червоної Зірки.
Учасник німецько-радянської війни з жовтня 1941 року. До травня 1942 року воював у складі 271-го винищувального авіаційного полку, з червня 1942 по березень 1945 року — у 270-у (152-у гвардійському) винищувальному авіаційному полку.
Всього за роки війни на винищувачах ЛаГГ-3 і Як-1Б здійснив 390 бойових вильотів, у повітряних боях збив особисто 37 та у складі групи 6 літаків супротивника, здійснив 2 повітряних тарани.
Після закінчення війни продовжив військову службу в авіаційних частинах військ ППО СРСР. У 1949 році закінчив Військово-повітряну академію. З 1964 року генерал-майор авіації С. Д. Луганський — в запасі.
Помер 16 січня 1977 року, похований у місті Алма-Ата.

## Нагороди
Указом Президії Верховної Ради СРСР від 2 вересня 1943 року за мужність і відвагу, виявлені у боях з німецько-фашистськими загарбниками, капітану Луганському Сергію Даниловичу присвоєне звання Героя Радянського Союзу з врученням ордена Леніна і медалі «Золота Зірка» (№ 1493).
Указом Президії Верховної Ради СРСР від 1 липня 1944 року майор Луганський Сергій Данилович нагороджений другою медаллю «Золота Зірка» (№ 1981).
Також нагороджений трьома орденами Червоного Прапора (28.02.1942, 22.07.1943, …), орденом Олександра Невського (05.09.1944), двома орденами Червоної Зірки (19.05.1940, 19.11.1951) і медалями.

## Твори
С. Д. Луганський є автором книг спогадів: «На глибоких віражах», «Небо залишається чистим».

## Пам'ять
На проспекті Абилай-хана в місті Алмати встановлено бронзове погруддя С. Д. Луганського.